# Vinny Arkins
Vinny Arkins (Dublino, 18 settembre 1970) è un ex calciatore irlandese, di ruolo attaccante.

## Carriera

### Club
Durante la sua carriera ha giocato in Irlanda, Scozia, Inghilterra e Irlanda del Nord. Totalizza 502 presenze e 249 reti in tutti i campionati: il suo periodo più prolifico è al Portadown. Con la società nordirlandese va in doppia cifra per otto stagioni consecutive, vincendo cinque volte il titolo di miglior marcatore del campionato e totalizzando 179 gol in 279 sfide di Irish League (0,64 reti a partita).
Vanta 8 presenze e 2 reti nelle competizioni UEFA per club.

## Palmarès

### Club

#### Competizioni nazionali
- Mid-Ulster Cup: 3

Portadown: 1997-1998, 2001-2002, 2002-2003
- Irish Cup: 2

Portadown: 1998-1999, 2004-2005
- Irish FA Charity Shield: 1

Portadown: 1999-2000
- Campionato nordirlandese: 1

Portadown: 2001-2002

### Individuale
- Capocannoniere del campionato nordirlandese: 5

1997-1998 (22 gol), 1998-1999 (19 gol), 1999-2000 (29 gol), 2001-2002 (30 gol), 2002-2003 (29 gol)
- Calciatore dell'anno (Irlanda del Nord): 2

1999-2000, 2001-2002